# Осычки (Одесская область)
Осычки — село на западе Савранского района Одесской области в 3 км от районного центра, в 223 км от областного центра и в 31 км от близлежащей железнодорожной станции. Общая площадь села составляет 633 га. Население — 2506 человек, в том числе мужчин — 1119, женщин — 1387 человек. Количество дворов — 1165.
По легенде название села Осички пошло от первых поселенцев. На территории села росло много осин. жители данного поселения строили свои дома, используя осину, как строительный материал, со временем стали называть свои жилища Осичками. Археологические исследования установили. что на территории села люди поселились не менее 5 тыс. лет назад.
Через территорию села протекают реки Яланец и Савранка.